# 矢守一彦
矢守 一彦（やもり かずひこ、1927年10月16日 - 1992年8月3日）は、日本の人文地理学者。学位は、文学博士（京都大学・論文博士・1971年）（学位論文「都市プランの歴史地理」）。大阪大学名誉教授。

## 経歴
朝鮮大邱生まれ。1944年、京城帝国大学予科理に入学。1945年帰国。1948年第四高等学校卒。1953年京都大学文学部史学科地理学卒。1958年まで大学院に学び、名古屋大学文学部助手を経て、1962年大阪大学文学部講師。1966年助教授。1971年、「都市プランの歴史地理」で京都大学より文学博士の学位を取得。1975年、教授。1981年、大阪大学評議員。1987年、図書館長。1988年人文地理学会会長。1990年、大阪大学を定年退官、名誉教授、関西大学文学部教授。日本学術会議会員。没後、勲三等旭日中綬章叙勲。

## 著書
- 『世界の発見 地図でみる探険ものがたり』大日本図書 1970、ワールド・ブック
- 『都市プランの研究 変容系列と空間構成』大明堂 1970
- 『幕藩社会の地域構造』大明堂 1970
- 『城下町』学生社 1972
- 『城下町研究ノート』古今書院 1972
- 『都市図の歴史 日本編』講談社 1974
- 『都市図の歴史 世界編』講談社 1975
- 『古地図と風景』筑摩書房 1984
- 『城下町のかたち』筑摩書房 1988
- 『古地図への旅』朝日新聞社 1992

## 共編著
- 『歴史地理』藤岡謙二郎共著、大明堂 1967、人文地理ゼミナール
- 『国境いの村』安藤慶一郎共著、学生社 1972
- 『城郭図譜主図合結記』編、名著出版 1974
- 『空からみた歴史景観』編、大明堂 1976
- 『日本の古地図 5 城下町 萩・津和野・鳥取・備中松山・岩国』編著、講談社 1976
- 『日本の古地図 4 京都』大塚隆共編著、講談社 1976
- 『歴史の空間構造 歴史地理学序説』藤岡謙二郎、足利健亮共著、大明堂 1976
- 『城と城下町 生きている近世 1』藤本利治共編 浅野喜市写真、淡交社 1978
- 『浅野文庫蔵諸国古城之図』編集、新人物往来社 1981
- 『浅野文庫蔵諸国当城之図』原田伴彦共編、新人物往来社 1982
- 『日本城下町繪圖集 近畿篇』児玉幸多監修 編、昭和礼文社 1982
- 『日本城下町繪圖集 東海・北陸篇/中国・四国篇/九州篇』児玉幸多監修 原田伴彦共編、昭和礼文社 1983-85
- 『応用心理学講座 6 空間移動の心理学』長山泰久共編、福村出版 1992

## 翻訳
- 次郎吉 口述 憂天生 手録『蕃談 漂流の記録 第1』室賀信夫共編訳、平凡社・東洋文庫 1965
- チャールズ・ブリッカー『世界古地図』日本ブリタニカ 1981、のち講談社